# Stamnodes substrigata
Stamnodes substrigata là một loài bướm đêm trong họ Geometridae.